# Raubach (Nadrenia-Palatynat)
Raubach – miejscowość i gmina w zachodnich Niemczech, w kraju związkowym Nadrenia-Palatynat, w powiecie Neuwied, wchodzi w skład gminy związkowej Puderbach. Liczy 1 950 mieszkańców (2009). Przez gminę przepływa rzeka Holzbach.